# قزمة الرامي غير المنتظمة
مجرة قزمة الرامي  أو مجرة قزمة الرامي غير المنتظمة (بالإنجليزية:  Sagittarius Dwarf Irregular Galaxy)‏ أو SagDIG
هي مجرة قزمة غير منتظمة توجد في كوكبة الرامي. وتبعد عنا نحو 3و4 مليون سنة ضوئية . وقد اكتشفها سيزارسكي ومجموعة البحث تبعه على لوح فوتوغرافي التقطه المرصد الأوروبي الجنوبي في 13 يونيو 1977 .
وتعتبر مجرة قزمة الرامي مجرة من أعضاء مجرات المجموعة المحلية المجرات القريبة من مجرة درب التبانة وهي الأكثر بعدا عن مركز تلك المجموعة 

## اقرأ أيضا
- مجرة الرامي الإهليجية القزمة
- مجرة العواء القزمة
- مجرة الدب الأصغر القزمة
- سحابة ماجلان
- مجرة مظلمة
- مجرة حلزونية
- مجرة إهليجية
- نجم
- قزم أبيض
- عملاق أحمر
- الانفجار العظيم
- خط زمني للانفجار العظيم
- نجم نيوتروني
- ثقب أسود
- مسييه 100
- خط زمني للانفجار العظيم